# Énergie d'inhibition de la convection
Pour les articles homonymes, voir EIC et CIN.

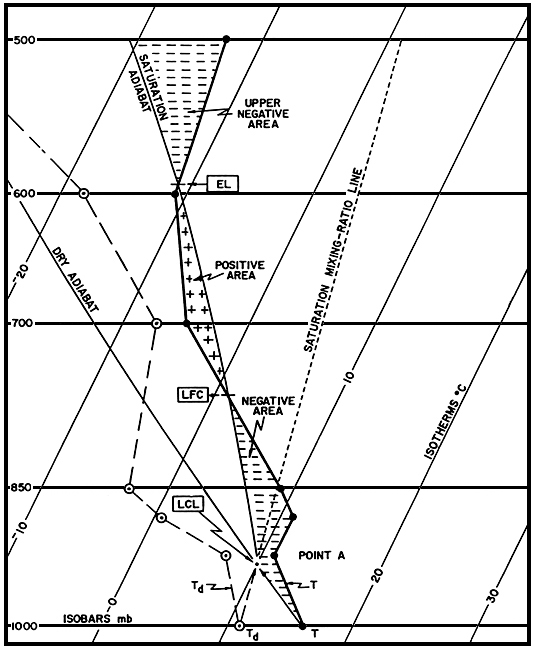
Diagramme Skew-T avec les caractéristiques importantes étiquetées

L'Énergie d'inhibition de la convection (EIC) ou freinage convectif (en anglais, convective inhibition  ou CIN) est l'énergie qu'il faut fournir à une parcelle d'air humide pour qu'elle entre en convection libre. Elle se calcule en joules par kilogramme d’air (J/kg) et correspond à l'aire entre la température de l'environnement et l'adiabatique sèche sous le niveau de convection libre dans un diagramme thermodynamique comme le téphigramme. Lorsqu'on fournit l'énergie à une parcelle d'air pour vaincre EIC à un niveau de l'atmosphère, elle entre donc en convection et accumule de l'EPCD (Énergie Potentielle de Convection Disponible). Il est donc très important de connaître l'EIC pour savoir si des nuages convectifs peuvent être formés ou non avec l'énergie solaire disponible.

## Formulation
On calcule l’énergie d'inhibition de la convection en intégrant la différence d'énergie entre une parcelle soulevée au niveau de convection libre (NCL) et celle de l’environnement sur un diagramme thermodynamique. L’équation est calculée à partir de,, :
{\displaystyle EIC=\int _{Surface}^{NCL}g\left({\frac {Tv_{par}-Tv_{env}}{Tv_{env}}}\right)\,dz<0\qquad \qquad {\begin{cases}g=9,8\,m/s^{2}\\Tv_{env}=Temp{\acute {e}}rature\ virtuelle\ de\ l'environnement\\Tv_{par}=Temp{\acute {e}}rature\ virtuelle\ de\ la\ parcelle\\NCL=Niveau\ de\ convection\ libre\\NE=Niveau\ d'{\acute {e}}quilibre\end{cases}}}
Comme il s'agit d'une inhibition à la convection, elle se produit quand la température virtuelle de la parcelle est plus basse que celle de l'environnement (poussée d'Archimède négative) et donc sa valeur est plus petite que zéro. Plus l’EIC est négative, moins la convection est probable. Généralement, un EIC entre 0 et -200 J/kg est assez facile à vaincre par le réchauffement diurne en été.
L’EIC peut être augmenté en asséchant l'air de l’environnement, par advection d'air plus sec, ou en le refroidissant à bas niveau.